# Milt Jackson
Milton (Milt) Jackson (Detroit, Michigan, 1 de janeiro de 1923 – Manhattan, 9 de outubro de 1999) foi um vibrafonista de jazz norte-americano e um dos primeiros no gênero bebop.

## Biografia
Milt Jackson, apelidado "Bags", foi o principal vibrafonista do jazz pós-swing, e talvez o maior de todo o jazz. Nascido em Detroit em 1923, começou tocando violão e piano, antes de se decidir pelo vibrafone na adolescência. Em 1945, fazendo parte de um grupo de Detroit, encontrou-se com Dizzy Gillespie pela primeira vez. Depois foi chamado por Dizzy para seu sexteto em Nova Iorque, e também para a sua big band.
Sepultado no Cemitério de Woodlawn.
Fez parte do grupo Modern Jazz Quartet